# 马克·普塔什尼
马克·普塔什尼（英語：Mark Ptashne，1940年6月5日—），美国分子生物学家和小提琴家。他目前担任纽约的纪念斯隆 - 凯特琳癌症中心分子路德维希生物学主席。

## 生平
1940年出生于芝加哥。

## 学术研究
他首次证明蛋白质和DNA之间的特异性结合，他一生的工作就是λ噬菌体裂解和溶原性生命周期之间切换的分子机制，以及如何酵母转录激活Gal4。他首创转录因子功能的“球和棒”模式。

## 奖项和荣誉
1985年，他被哥伦比亚大学授予路易莎·格罗斯·霍维茨奖。
1997年，獲得拉斯克基础医学研究奖。
他还写了许多科普读物。

### 引用
1. ↑  .   [2012-10-21]. （原始内容存档于2013-06-10）. （页面存档备份，存于）
2. ↑  
Ptashne, M. . Nature. 1967, 214 (5085): 232–234. doi:10.1038/214232a0.
3. ↑  
Ptashne, M; et al.. . Cell. 1980, 19 (1): 1–11. PMID 6444544. doi:10.1016/0092-8674(80)90383-9.